# افغان‌ها در ترکیه
افغان‌ها در ترکیه (انگلیسی: Afghans in Turkey) هزاران نفر هستند و به‌طور عمده از مهاجران طی ۳۵ سال گذشته تشکیل شده‌است.
جمعیت افغان‌ها در ترکیه در سال ۲۰۱۷ بیش از ۱۲۰ هزار نفر اعلام شده‌است. پس از اشغال افغانستان توسط آمریکا، و وجود ناامنی و نبود کار افغانها به صورت قاچاق به کشورهای همسایه اعم از ایران پاکستان و… مهاجرت کردند پس از تورم در، بازار ایران و تفاوتت فاحش ارزش ریال ایران و افغان (واحد پول افغانستان) افغانها به کشور ترکیه مهاجرت کردند. این پروسه مهاجرت کماکان با تصرف کامل افغانستان توسط طالبان و ضعف و بی‌کفایتی طالبان و همچنین فرار شبانه نیروهایی اعتلاف به رهبری آمریکا دوچندان شد.